# Nöda (Turingia)
Nöda es un municipio situado en el distrito de Sömmerda, en el estado federado de Turingia (Alemania), a una altitud de 170 metros. Su población a finales de 2016 era de unos 800 habitantes y su densidad poblacional, 190 hab/km².
Se encuentra ubicado al norte de las ciudades de Erfurt —la capital del estado— y Weimar, y a poca distancia al oeste de la frontera con el estado de Sajonia-Anhalt.

## Historia
En 1308 se mencionó por primera vez en el registro de la iglesia de "San Severiano" en Erfurt. Alrededor de 1500, la actual Iglesia Evangélica Sankt Marien fue construida en estilo gótico tardío. Hasta 1815, el lugar fue un exclave a la Oficina Sajona de Weißensee. Por resolución del Congreso de Viena, llegó al Gran Ducado de Sajonia-Weimar-Eisenach y fue asignado a la oficina de Großrudestedt en 1816. Con la disolución de la oficina llegó en 1850 al distrito administrativo de Weimar, al que perteneció hasta 1920.
Al comienzo de la era nacionalsocialista, tuvo lugar en Nöda una batalla callejera entre las personas de las SA-Leuten y los comunistas, en la que una persona resultó herida. Cuatro residentes fueron asesinados como parte del programa de asesinatos de "eutanasia" de la Aktion T4. Durante la Segunda Guerra Mundial, 51 mujeres y hombres de Polonia, Rusia, Yugoslavia e Italia tuvieron que realizar trabajos forzados en la agricultura.